# Waldnachtschwalbe

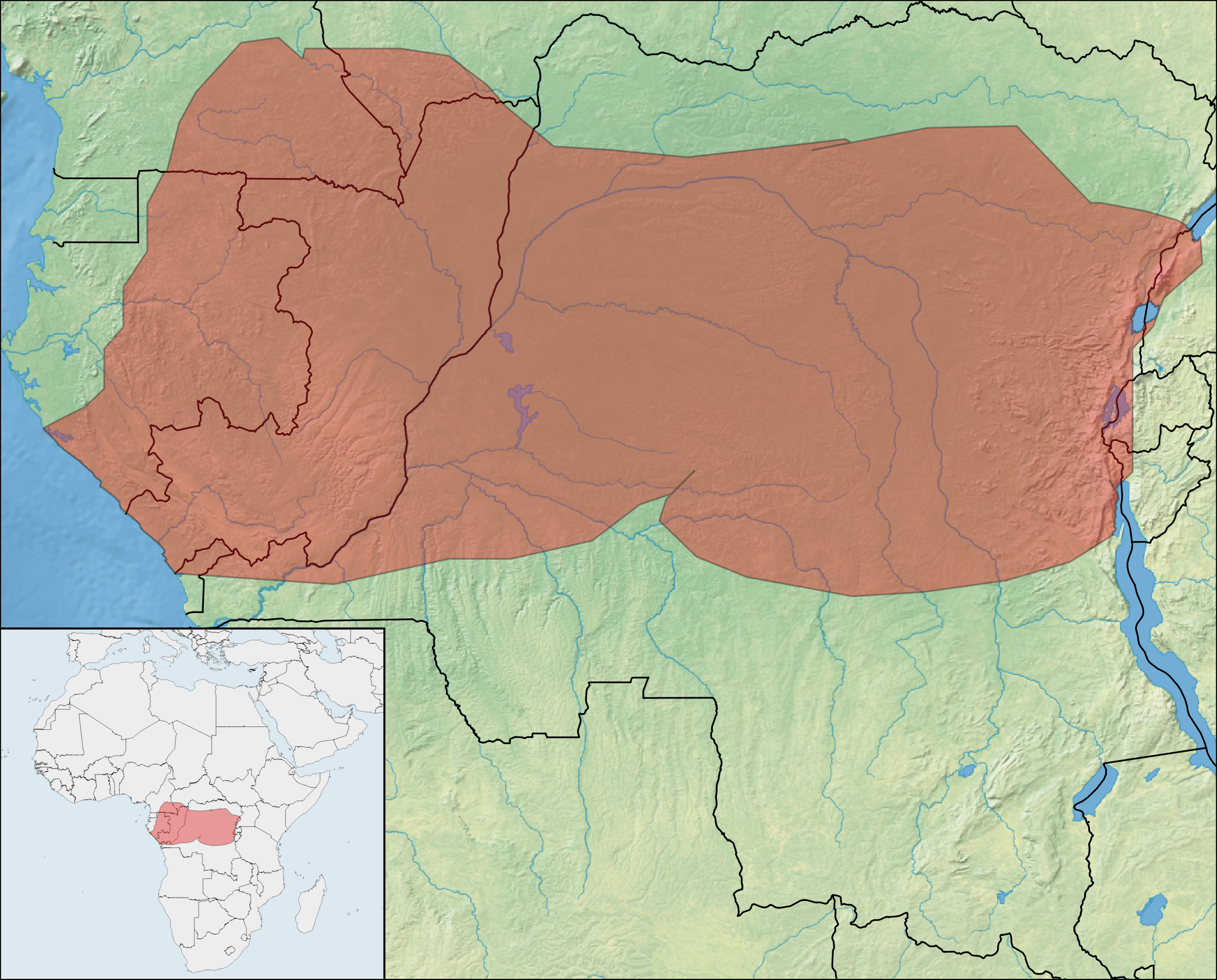
Verbreitungsgebiet der Waldnachtschwalbe

Die Waldnachtschwalbe (Caprimulgus batesi) ist eine Vogelart aus der Familie der Nachtschwalben (Caprimulgidae).
Sie kommt  vereinzelt im Süden von Kamerun, in Zaire, im Südwesten der Zentralafrikanischen Republik, in Gabun und im Osten der Republik Kongo bis zur Demokratischen Republik Kongo und bis in den Westen von Uganda vor.
Ihr Verbreitungsgebiet umfasst hauptsächlich primären tropischen Regenwald, Lichtungen und Waldränder, auch dichten Sekundärwald.
Die lateinische Namensbezeichnung bezieht sich auf George Latimer Bates.

## Beschreibung
Die Waldnachtschwalbe ist 29–31 cm groß und wiegt zwischen 89 und 112 g.
Sie ist ein großer dunkelfarbener Waldvogel, die Oberseite einschließlich der Oberflügel ist
dunkelbraun mit breiten Streifen und schwarzbraun gefleckt. Der Scheitel ist grau.
Ein Nackenband ist nicht abgrenzbar. An der Kehle sind seitlich weiße Flecken.
Beim Männchen finden sich auf den beiden äußeren Steuerfedern kleine weiße Flecken.”

## Stimme
Der Ruf des Männchens wird als lautes whow, whow, whow, whow oder kwup kwup beschrieben, meist von einem Ansitz, seltener vom Erdboden aus gerufen.

## Lebensweise
Die Nahrung besteht aus Fangschrecken, Grillen,  Käfern, Heuschrecken, Nachtfaltern und Ameisen.
Die Brutzeit liegt in Gabun zwischen Dezember und Januar, in Kamerun zwischen Februar und März und möglicherweise ganzjährig in Zaire.

## Gefährdungssituation
Die Waldnachtschwalbe gilt als „nicht gefährdet“ (least concern).